# Tethystola brasiliensis
Tethystola brasiliensis är en skalbaggsart som beskrevs av Stefan von Breuning 1940. Tethystola brasiliensis ingår i släktet Tethystola och familjen långhorningar. Inga underarter finns listade i Catalogue of Life.